# 朝和村
朝和村（あさわむら）は奈良県北西部、山辺郡に属していた村。現在は天理市の南部。

## 歴史
- 1889年（明治22年）4月1日 - 町村制の施行により、杣ノ内村、園原村、乙木村、竹ノ内村、佐保庄村、成願寺村、萱生村、中山村、岸田村、新泉村、兵庫村、三昧田村、長柄村、永原村、福智堂村が合併し、朝和村が成立。
- 1954年（昭和29年）4月1日 - 丹波市町、福住村、二階堂村、柳本町、櫟本町と合併し、天理市が発足。同日朝和村消滅。

## 交通

### 鉄道路線
- 日本国有鉄道
  - 桜井線
    - 長柄駅

### 道路
- 主要地方道丹波市桜井線